# Ларга (нижний приток Прута)
Ларга — река в Кантемирском районе Молдавии. Левый приток Прута на Тигечской возвышенности.
Река зарегулирована и представляет собой большей частью цепочки прудов, соединённые узкими (2-3 м) часто пересыхающими ручьями; в нижнем течении канализирована.
7 (18) июля 1770 года близ её устья во время русско-турецкой войны 1768-74 произошла битва между 1-й российской армией (38 тыс. чел., 115 орудий) под командованием генерал-аншефа П. А. Румянцева и авангардом турецко-татарских войск крымского хана Каплан-Гирея (65 тыс. татарской конницы и 15 тыс. турецкой пехоты). Авангард турок был разгромлен.
На левом берегу реки Ларга (южнее села Константинешть) установлен памятник полководцу (46°05′54″ с. ш. 28°13′02″ в. д.); В нынешнее время село Бадику(л)-Русское носит название Румянцев.